# San Filippo (Anagni)
San Filippo è una frazione nel comune di Anagni, in provincia di Frosinone.

## Geografia fisica
Il centro sorge su una piccola altura, non distante dai paesi di Acuto e Piglio. La parte più bassa del territorio di San Filippo si trova all'altezza del bivio con la Strada statale 155 di Fiuggi, con 230 m s.l.m., mentre il punto più alto è nei pressi di Monte Pelato (località Castellone-Fucigno) con 570 m s.l.m. Il centro della frazione sorge a 337 m s.l.m. e dista circa 4 km dal centro di Anagni.

## Monumenti e luoghi d'interesse
- Chiesa dei Santi Filippo e Giacomo, chiesa parrocchiale della frazione, estende la propria competenza su un territorio di circa 1 500 abitanti.[2]
- Torre del Piano oppure rinominata Torre Di Giggia dagli abitanti della zona, situata al confine con il territorio del comune di Piglio e facilmente raggiungibile dalla Strada statale 155 di Fiuggi è un monumento risalente all'XI secolo. Fu edificata nel 1080, opera di difesa del centro abitato Visus Moricinus che doveva sorgere poco distante. La struttura a base quadra ha un'altezza di circa 30 metri, un tempo aveva tre piani in legno, al primo piano si poteva accedere dall'esterno tramite una scala, sul lato sud/est è possibile vedere i segni del fossato di protezione.[3] nel territorio dove è situata la torre si trovano alcune grotte difficilmente visibili di qui si pensano risalenti alla Prima Guerra Mondiale, alcune di queste arrivano addirittura al comune italiano Subiaco.

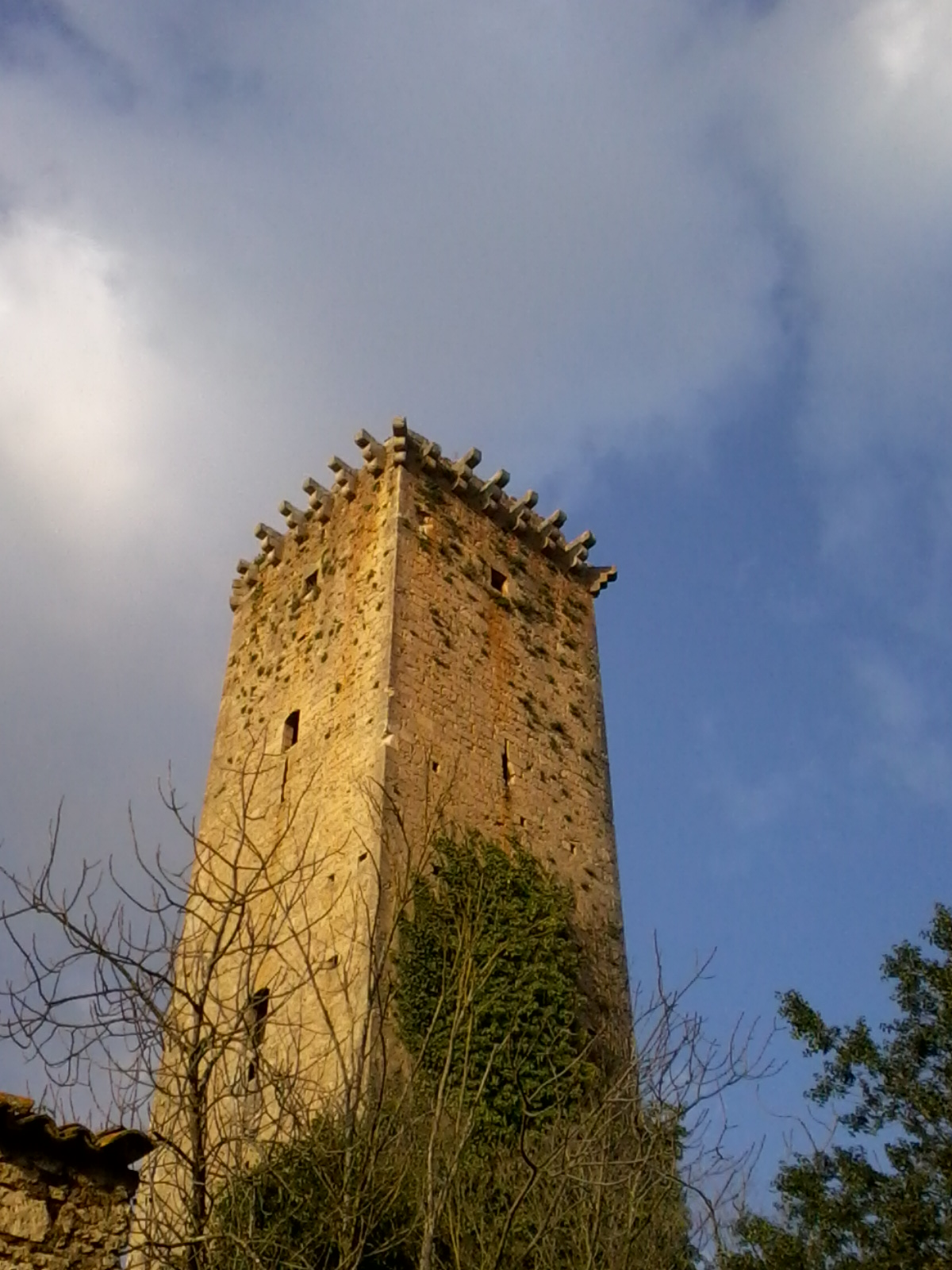
Torre del Piano